# 유연호
유연호(劉延皓, ? ~ 937년)는 중국 오대십국시대 후당의 관료·군인이자 외척으로, 후당의 마지막 황제인 매부 이종가의 대에 잠깐 추밀사를 지냈다. 비슷한 시기에 이종가의 측근으로 함께 활동한 유연랑(劉延朗)과는 이름이 비슷하나, 두 사람은 출신지도 다르고, 둘 사이에는 아무런 혈연 관계조차 없다.

## 생애

### 배경
유연호는 응주(應州, 지금의 산시성 숴저우시 잉현) 혼원(渾元, 지금의 산시성 다퉁시 훈위안현) 출신으로, 언제 태어났는지는 알려진 바 없다. 그의 조부 유건립(劉建立)과 아버지 유무성(劉茂成)은 군 장교로서 공적이 있었다. (《신오대사》에서, 언젠가 이종가와 결혼한 유연호의 누나 유황후의 전기에는 이들 남매의 아버지 이름이 유무위(劉茂威)로 나와 있다.) 932년, 이종가가 그의 양아버지이자 당시의 황제였던 후당 명종 이사원에 의하여 봉상절도사(鳳翔節度使, 본부는 지금의 산시성 바오지시)로 발령되자, 그는 유연호를 봉상군 원종도교(元從都校)로 삼았다. 유연호는 봉상에서 이종가 휘하에서 사관하는 동안, 온후하다는 명성이 발달하였다.

### 후당 말제연간
934년, 이종가는 자신의 의붓아우이자 명종의 친아들로 당시의 황제였던 민제 이종후를 타도하고 황제가 되었다. (후당 말제) 그는 유연호의 누나 유부인을 황후에 책봉하였다. 그는 당초 유연호를 궁원사(宮苑使)로 삼았고, 이어 선휘남원사(宣徽南院使)의 중직에 앉혔다. 이는 황후의 남동생으로서의 그의 지위, 또한 온후한 그의 명성 때문이었다. 935년, 이종가는 유연호를 형부상서(刑部尙書) 겸 추밀사(樞密使)에 임명하였다. 그 직후, 그는 유연호를 천웅군 절도사(天雄軍節度使, 본부는 지금의 허베이성 한단 시)로 발령하였다.
유연호는 천웅군의 지휘권을 장악하고 나서, 그의 성격이 확 바뀌었다고 한다. 그는 뭇사람들의 재산들을 탈취하고, 잔치하는 데 많은 시간을 보냈다. 또, 그는 자신의 장병들에게 급료를 제때 주지 않아, 그들로부터 엄청난 분노를 샀다. 936년, 이때는 이종가의 매부인 하동절도사(河東節度使, 본부는 지금의 산시성 타이위안시) 석경당(명종의 딸 진국공주의 남편)이 이종가에 맞서 반란을 일으킨 때였다. 장병들의 분노를 지켜보던 유연호의 장령(將領) 봉성도우후(捧聖都虞候) 장령소(張令昭)는 천웅군을 탈취하여 하동 반란군에 가담할 목적으로 그에 맞서 반란을 일으켰다. 유연호는 수도 낙양으로 달아났다. 성난 이종가는 그를 귀양 보내려고 했다. 하지만, 유황후가 그를 위해 탄원하는 바람에, 이종가는 그를 삭탈관직하고 자택에 돌아가 있으라고 명하는 데 그쳤다. (장령소의 반란은 나중에 범연광에게 진압되었다.) 하지만, 그는 완전히 이종가의 눈밖에 나지는 않았던 것으로 보인다. 그 해 연말, 이종가가 처음 석경당과 맞서 싸우라고 보낸 대장 장경달이 석경당과 그의 후원자이자 후당의 북쪽 라이벌이었던 거란의 요 태종 야율덕광의 연합군에게 패하자, 유연호는 유연랑・장연랑과 함께 이종가에게 직접 군대를 끌고 석경당과 맞서 싸우라는 제의자였기 때문이었다고 한다.

### 죽음
하지만, 이종가가 보낸 다른 대장 조덕균도 거란・하동 연합군에게 패하자, 이종가 자신의 군대 안의 사기마저 떨어졌다. 가망없는 상황임을 깨달은 이종가는 낙양으로 돌아가서, 유연호의 누나 유황후를 비롯한 자신의 가족들과 함께 분신자살하였다. 유연호는 처음에는 성문 안에 몸을 숨겼다. 하지만, 새로운 나라 후진의 황제를 자칭한 석경당이 낙양으로 들어온 후, 석경당은 이종가의 부하들은 대거 사면하지만 장연랑・유연랑・유연호에게는 유죄를 선고한다는 조서를 내렸다. 유연호는 자신의 은신을 계속하는 게 불가능하다는 것을 깨달은 것 같고, 며칠 뒤에 목을 매어 자살하였다.

## 출전, 주해 및 참고 자료
1. 1 2 3  《자치통감》, 권280.
2. ↑  대만 중앙연구원 중국력(中國曆) ↔ 서력(西曆) 변환기
3. ↑  유연호는 936년에 거의 걸쳐 있는 태음년의 제일 마지막 시점에 자살하였다. 하지만, 그의 자살은 후진 고조 석경당이 그와 후당 말제 이종가의 몇몇 다른 측근들에게 유죄를 선고하는 조서를 내린 지 며칠 후였다고 하며, 석경당의 지령은 937년 1월 14일에 하령되었다.
4. ↑  유연호는 응주(應州, 지금의 산시성 숴저우시 잉현) 혼원(渾元, 지금의 산시성 다퉁시 훈위안현) 출신이고, 유연랑은 송주(宋州) 우성(虞城, 지금의 허난성 상추 시 위청 현) 출신이다. 또, 유연랑은 유연호의 누나인 유황후와도 아무런 혈연 관계도 없다. 이에 대해서는 《구오대사》, 권69를 참조할 것.
5. 1 2 3 4  《구오대사》, 권69.
6. ↑  《신오대사》, 권16.
7. ↑  《자치통감》, 권278.
8. 1 2  《자치통감》, 권279.

- 《구오대사》, 권69.
- 《자치통감》, 권279・280.

| 전임 한소윤 | 후당의 추밀사 935년 | 후임 방고 |

| 전임 범연광 | 천웅군절도사 935년 ~ 936년 | 후임 범연광 |